# Die verborgene Welt
Die verborgene Welt (Originaltitel: The World Unseen) ist ein britisch-südafrikanisches Filmdrama aus dem Jahr 2007. Regie führte Shamim Sarif, die auch das Drehbuch anhand ihres eigenen Romans schrieb.

## Handlung
Die Handlung spielt in Südafrika am Anfang der 1950er Jahre, in der Zeit der Apartheid. Miriam stammt aus Indien, ist verheiratet und hat Kinder. Die Cafébesitzerin Amina ignoriert bei vielen Gelegenheiten die geltende Rassentrennung. Beide Frauen gehen eine Beziehung ein, wegen der sie Probleme mit den Behörden und mit Miriams Nachbarn haben.

## Kritiken
Danielle Riendeau schrieb am 29. Januar 2008 auf AfterEllen, der Film profitiere von der gegenwärtig seltenen Autorschaft der Regisseurin, Drehbuchautorin und Verfasserin der Romanvorlage. Sie lobte stark die Leistungen der Hauptdarstellerinnen sowie ferner jene von David Dennis. Ray bringe in die verkörperte Figur wundervolle Stärke und unterdrückte Kraft des Charakters. Sheths Amina sei verblüffend beschwingt und man könne sie mögen. Die erstaunliche Kameraarbeit zeige die Schönheit der südafrikanischen Landschaften. Es gebe einige Parallelen zum Film Grüne Tomaten, dessen Handlung ebenfalls in einem Café spiele und wo Intoleranz thematisiert sei.
Das Lexikon des internationalen Films meinte: „Die Mischung aus Liebes- und Apartheidsdrama bleibt im Mittelmaß stecken, weil hölzerne Charaktere und eine gekünstelt wirkende Inszenierung keine Anteilnahme aufkommen lassen. Einzig die Nebenhandlung um ein älteres, gemischtrassiges Liebespaar entfaltet emotionale Überzeugungskraft.“

## Auszeichnungen
Shamim Sarif gewann im Jahr 2008 einen Preis des Phoenix Film Festivals und den Publikumspreis des Miami Gay and Lesbian Film Festivals. Im Wettbewerb des Filmfestivals Verzaubert 2008 erhielt sie den zweiten Platz.

## Hintergründe
Die Weltpremiere fand am 9. September 2007 auf dem Toronto International Film Festival statt, dem zahlreiche weitere Filmfestivals folgten, darunter das The Times bfi London Film Festival am 23. Oktober 2007. Am 7. November 2008 kommt der Film in die ausgewählten Kinos der USA; die Veröffentlichung in den deutschen Kinos war für den 8. Januar 2009 geplant.
Am 27. März 2009 wurde Die verborgene Welt in Deutschland auf DVD (OmU) veröffentlicht.